# Каннельярви (станция)
Ка́ннелья́рви (фин. Kanneljärvi) — товарно-пассажирская станция Выборгского направления Октябрьской железной дороги. Расположена между платформами 73 км и Заходское, недалеко от посёлка Победа. Имеет 7 путей, 2 платформы, современное здание вокзала с залом ожидания и билетными кассами и железнодорожный переезд. Раньше на станции находился старый вокзал финской постройки, но впоследствии он был разрушен во время Великой Отечественной войны, и на его месте построен нынешний. Станция электрифицирована в 1970-х годах в составе участка Рощино — Кирилловское. Реконструирована под скоростное движение в 2008—2009-м годах. Для некоторых электропоездов из Санкт-Петербурга станция является конечной. На станции имеют остановку все проходящие через неё пригородные электропоезда, в том числе и скоростные электропоезда «Ласточка». Также на станции имели техническую остановку составы поезда «Лев Толстой» Москва — Хельсинки. Недалеко от станции есть несколько детских лагерей и озеро Победное. Также рядом проходит трасса М10 «Скандинавия».
От станции Каннельярви отходит семикилометровая железнодорожная ветка на Семиозерье. Она была открыта в 1961 году для доставки песка в Ленинград. Первоначально ветка была полноценным перегоном, оснащённым сначала электрожезловой системой, а затем (с середины 1970-х годов) полуавтоматической блокировкой, однако, в 1990-х годах была переведена в разряд подъездных путей. На данный момент ветка на Семиозерье является недействующей, рельсы и система электрификации путей убраны.